# Die Nordsee
Die Nordsee GmbH ist eine touristische Dachmarketingorganisation als Zusammenschluss von sieben Küstenorten, zwei maritimen Städten und einer Reederei an der niedersächsischen Nordseeküste. Firmensitz ist Wilhelmshaven.

## Geschichte
Das Unternehmen wurde am 25. Juni 1998 gegründet, nachdem sich der Fremdenverkehrsverband Nordsee – Niedersachsen-Bremen – e.V. im Dezember 1997 aufgelöst hatte. Seitdem vermarktet die Nordsee GmbH die niedersächsische Nordseeküste als Dachmarkenorganisation und engagiert sich für die Gewinnung von neuen Urlaubsgästen durch zielgruppengenaue Ansprache.
Seit 2001 ist die Nordsee GmbH, zusammen mit der Erlebnis Bremerhaven GmbH, der EWE AG, der „Kirche im Tourismus“ der Evangelisch-lutherischen Landeskirche Hannovers sowie der Agentur iventos, Veranstalter des EWE-Nordseelaufs. Der Lauf findet einmal im Jahr statt und umfasst sieben Laufetappen, die auf acht Tage verteilt sind. Das Motto des Laufes heißt „Mach nicht halt – lauf gegen Gewalt!“ Zahlreiche Prominente nahmen am EWE-Nordseelauf teil.
Im Jahr 2008 führte die Nordsee GmbH gemeinsam mit dem Tourismusverband Nordsee e.V. erstmals den Nordsee-Tourismustag durch. Seit 2010 findet die Veranstaltung jährlich statt. Zum vierten Nordsee-Tourismustag im Januar 2012 kamen 180 Branchenvertreter aus ganz Norddeutschland in Wilhelmshaven zusammen.

## Beschreibung
Die Nordsee GmbH ist Träger der Dachmarke „die nordsee“ und bietet Informationen für Aktivitäten und Erlebnisse an der niedersächsischen Nordseeküste. Sie finanziert sich durch Jahresumlagen der Gesellschafter und durch Sponsorengelder.
Als Marketinggesellschaft für Urlaubsziele macht die Nordsee GmbH die Gäste in der Region auf die Möglichkeiten aufmerksam. Zur Zielgruppe gehören junge Menschen, Paare ohne schulpflichtige Kinder, Aktiv-Urlauber sowie Menschen über 50. Themen sind das UNESCO-Weltnaturerbe Wattenmeer, maritime Erlebnisse und regionale Kultur. Darüber hinaus sind Strand- und Badeurlaub, Camping/Caravaning, Gesundheit, Events und Auszeit Themen des Marketings.
Marketing- und PR-Aktivitäten umfassen den Internetauftritt, verschiedene Social-Media-Kanäle, Anzeigenwerbung, Prospektversand, die telefonische Urlaubsberatung per Hotline, den EWE-Nordseelauf und Pressearbeit.
Die niedersächsische Nordseeküste verbucht im Schnitt etwa 24 Millionen Übernachtungen pro Jahr. Die meisten Urlauber der Region kommen aus Nordrhein-Westfalen, Niedersachsen, Hessen, Bayern und Baden-Württemberg. Viele internationale Gäste kommen verstärkt aus der Schweiz und aus Österreich.
Die wirtschaftliche Bedeutung des Tourismus an der Küste ist hoch, da sich der Bruttoumsatz durch den Tourismus sich auf 2,8 Mrd. Euro beläuft. Daraus ergibt sich ein touristischer Einkommensbeitrag von insgesamt 1,4 Mrd. Euro. 

## Liste der Gesellschafter
Küstenorte:
- Erlebnis Bremerhaven GmbH
- Tourismus-Service Butjadingen GmbH & Co.KG
- Tourismus GmbH Gemeinde Dornum
- Kurverwaltung Wurster Nordseeküste
- Wangerland Touristik GmbH
- Touristik GmbH Krummhörn-Greetsiel
- Wirtschaftsbetriebe der Stadt Norden GmbH
- Otterndorf Marketing GmbH
- Wilhelmshaven Touristik & Freizeit GmbH

Verkehrsbetriebe:
- DB Fernverkehr